# Jeanne de Valois

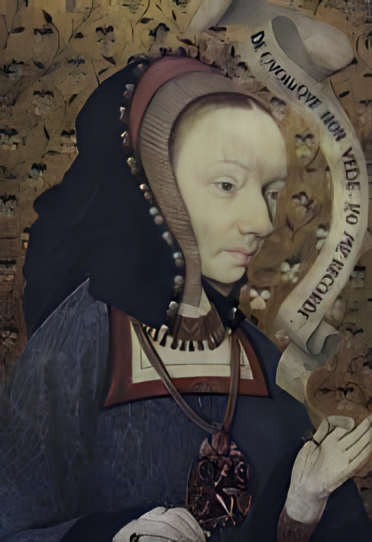
Jeanne de Valois

Jeanne de Valois (auch Jeanne de France; deutsch Johanna von Valois oder Johanna von Frankreich; * 23. April 1464; † 4. Februar 1505 in Bourges) war Tochter Ludwigs XI. von Frankreich und dessen zweiter Ehefrau Charlotte von Savoyen. Einige ihrer Namen und Titel waren Herzogin von Orléans, Königin von Frankreich, Herzogin von Berry sowie schließlich St. Jeanne, Äbtissin von Bourges. 

## Leben
Da Prinzessin Johanna unansehnlich war und als gebärunfähig galt, wurde sie von ihrem Vater als Ehefrau für Ludwig, Herzog von Valois-Orléans, bestimmt. Am 8. September 1476 heiratete Johanna den Verwandten. Damit sollten die Angehörigen der Nebenlinie Valois-Orléans nach dem Willen des Königs als mögliche Konkurrenten um die französische Krone zukünftig ausgeschaltet werden. Dennoch trat der Fall der Erbfolge zugunsten dieser Nebenlinie bereits 1498 mit dem Tod von Johannas Bruder Karl VIII. ein, da dessen Kinder aus der Ehe mit Anne de Bretagne alle verstorben waren und somit die Hauptlinie des Hauses Valois im Mannesstamm erloschen war. Nach der Krönung zum französischen König Ludwig XII. am 27. Mai 1498 in Reims wurde Johannas Ehemann auch zum König von Sizilien, Apulien, Kalabrien und Neapel, zum König von Jerusalem und zum Herzog von Mailand ausgerufen. Die Ehe mit Johanna war erwartungsgemäß kinderlos geblieben. Deshalb begann Ludwig XII. bereits kurz nach dem Tod seines Vorgängers Karl VIII. erste Gespräche mit Papst Alexander VI., um eine Annullierung seiner Ehe zu erreichen. Dies sollte den Weg ebnen, um Anne de Bretagne, die Witwe seines Vorgängers, heiraten zu können.
Am 10. August 1498 berief Papst Alexander VI. eine Kommission aus einem Kardinal und zwei Bischöfen ein, die die Annullierung der Ehe zwischen Johanna von Frankreich und Ludwig XII. prüfen sollte. Die päpstliche Kommission, bestehend aus Fernando de Almeida o Coutinho (1493–1499) und Louis d’Amboise und Philipp von Luxemburg, reiste nach Frankreich und lud Johanna persönlich zu einer Prüfung des Anliegens ihres Mannes vor. Ludwig schwor vor der Kommission, die Ehe nie vollzogen zu haben und von seinem Vater mit Gewalt zur Eheschließung gezwungen worden zu sein. Eine Prüfung ihrer Unberührtheit lehnte Johanna ab und fügte sich schließlich der Entscheidung der Kommission bzw. den Wünschen ihres Mannes. Die Ehe wurde nach 22 Jahren am 17. Dezember 1498 in einem für sie äußerst demütigenden Prozess, kurz nach der Thronbesteigung ihres Mannes als König Ludwig XII., für nichtig erklärt. Sie erhielt aber als Abfindung das Herzogtum Berry mit dem dazugehörigen Titel einer Herzogin.
Johanna zog sich auf ihr Schloss in Bourges am 15. März 1499 zurück und regierte ihr Herzogtum. 1501 gründete sie den kontemplativen Orden der Annuntiatinnen oder von den zehn Tugenden der Jungfrau Maria, dem sie 1504 auch beitrat. Nach ihrer Profess nahm sie den Namen Gabriela Maria an. 
1743 wurde Johanna durch Papst Benedikt XIV. selig und am 28. Mai 1950 von Papst Pius XII. heiliggesprochen.